# 卢瓦昂瓦莱
卢瓦昂瓦莱（法語：Loir en Vallée，法語發音：[lwaʁ ɑ̃ vale]）是法国萨尔特省的一个市镇，属于拉弗莱什区。该市镇于2017年由原市镇卢瓦河畔吕耶、拉沙佩勒戈甘、拉沃奈和卢瓦河畔蓬塞合并而成，行政中心位于卢瓦河畔吕耶。

## 地名
“卢瓦昂瓦莱”（Loir en Vallée）一名在法语中意为“谷中的卢瓦河”。

## 地理
卢瓦昂瓦莱（47°45'2"N, 0°37'14"E）面积64.76 平方千米，位于法国卢瓦尔河地区大区萨尔特省，该省份为法国西北部内陆省份，北起顺时针与奥恩省、厄尔-卢瓦省、卢瓦-谢尔省、安德尔-卢瓦尔省、曼恩-卢瓦尔省和马耶讷省接壤，是法国大西部的入口，连接卢瓦尔河谷、布列塔尼和巴黎盆地。
与卢瓦昂瓦莱接壤的市镇（或旧市镇、城区）包括：旺塞、布赖河畔贝塞、苏热、瓦莱德龙萨、卢瓦河畔拉沙尔特、洛姆、库尔德芒什、圣乔治德拉库埃、瓦勒代唐松。
卢瓦昂瓦莱的时区为UTC+01:00、UTC+02:00（夏令时）。

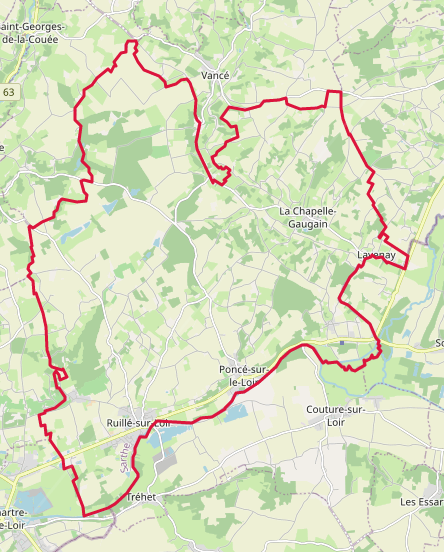
卢瓦昂瓦莱的OSM定位图

## 行政
卢瓦昂瓦莱的邮政编码为72340，INSEE市镇编码为72262。

## 政治
卢瓦昂瓦莱所属的省级选区为卢瓦河畔蒙瓦勒县。

## 人口
卢瓦昂瓦莱于2022年1月1日时的人口数量为2052人。